# 张宠则
张宠则（589年—645年2月12日），唐朝妃嬪，河内郡修武县人，祖先因官居魏郡邺城。唐高祖李渊的宝林。
她的祖父张肃是隋朝襄安县令，父亲张文成是敦煌郡书佐。隋文帝开皇九年张宠则出生，张宠则选入唐高祖后宫。武德四年（621年），生高祖十三子滕王李元懿。十一月，被封为宝林。贞观九年（635年），唐高祖逝世。贞观十年（636年），李元懿封郑王。二月二十日，唐太宗尊张宠则为郑国太妃。李元懿任潞州刺史，张宠则随儿子赴任。贞观十九年正月十一日（645年2月12日）后，张宠则在潞州去世，年五十七岁。